# Gemaal Zeeburg
Het Gemaal Zeeburg is een gemaal dat water uit het Lozingskanaal, deel van de stadsboezem in Amsterdam, omhoog pompt naar een Voorboezem, vanwaar het naar het IJmeer wordt gespuid, via een onderleider, de zogenaamde Syphonsluis, onder het Amsterdam-Rijnkanaal door.
Het Gemaal Zeeburg ligt naast de Zeeburgerdijk in Amsterdam-Oost. Het is gebouwd om de grachten door te spoelen. Doorspoelen was vroeger nodig om het water schoon te houden. Dit gebeurde tot 2010 een paar keer per week; sindsdien wordt alleen gepompt als het grachtenwater te hoog staat of als het te weinig zuurstof bevat. In perioden van droogte kan via dit gemaal water worden ingelaten vanuit het IJmeer.

## Gemaal
Het eerste stoomgemaal op deze plek werd gebouwd in 1879. Rond 1892 werd wegens de aanleg van het Merwedekanaal de Syphonsluis aangelegd. Dit deel van het Merwedekanaal is sinds 1952 een deel van het Amsterdam-Rijnkanaal. In 1912 werd overgeschakeld op elektrisch aangedreven schepraderen.
Het huidige gebouw en machinerieën dateren uit 1943 en zijn voorzien van horizontale schroefpompen. In februari 1940 werd er door het Rijk en de gemeente Amsterdam gesproken over vernieuwing van het gemaal. Er werd geschat dat er drie à vier pompen nodig waren; er werden er in 1943 drie geplaatst met elk een debiet van 800 m³ per minuut. Een vierde pomp met een debiet van 1200 m³ per minuut volgde pas in 1965. De totale kosten, inclusief afbraak van het bestaande gemaal, werden geschat op 1.100.000 gulden.

## Gebouw
Het gebouw werd ontworpen door Dienst der Publieke Werken, waar toen Jan Leupen en Cornelis van der Wilk werkzaam waren. De bemoeienissen van Leupen zijn terug te vinden in de uiterlijke gelijkenis van het gebouw met de vleugel van het Amstelstation. Het gebouw is opgetrokken rond een betonconstructie, zowel de onderbouw, de bovenbouw als de dragende constructie. De buitenzijde bestaat daarbij voor het overgrote deel uit baksteen. Het gebouw valt in twee onderdelen uiteen. Het kleine gebouw herbergt de transformatoren, kantoren en enkele opslagruimten.
Het hoofdgebouw, waarin de machinerieën zijn ondergebracht, is rank en is afgedekt met een licht hellend betonnen zadeldak, afgedekt met mastiek. De westzijde (stadskant) laat een gevel zien waarin glasstroken zichtbaar zijn die vanaf een afdak tot aan het dak lopen, net als bij het Amstelstation. Deze glasstroken zijn ook te zien aan de zuidkant. Aan de oostzijde van het gebouw steken de blauwgekleurde zuigleidingen af tegen de bakstenen gevel met hier en daar een ruitje. Het vele baksteen is eveneens terug te vinden in de noordgevel. Het pand is sinds 2012 beschermd als gemeentelijk monument.

## Foto's

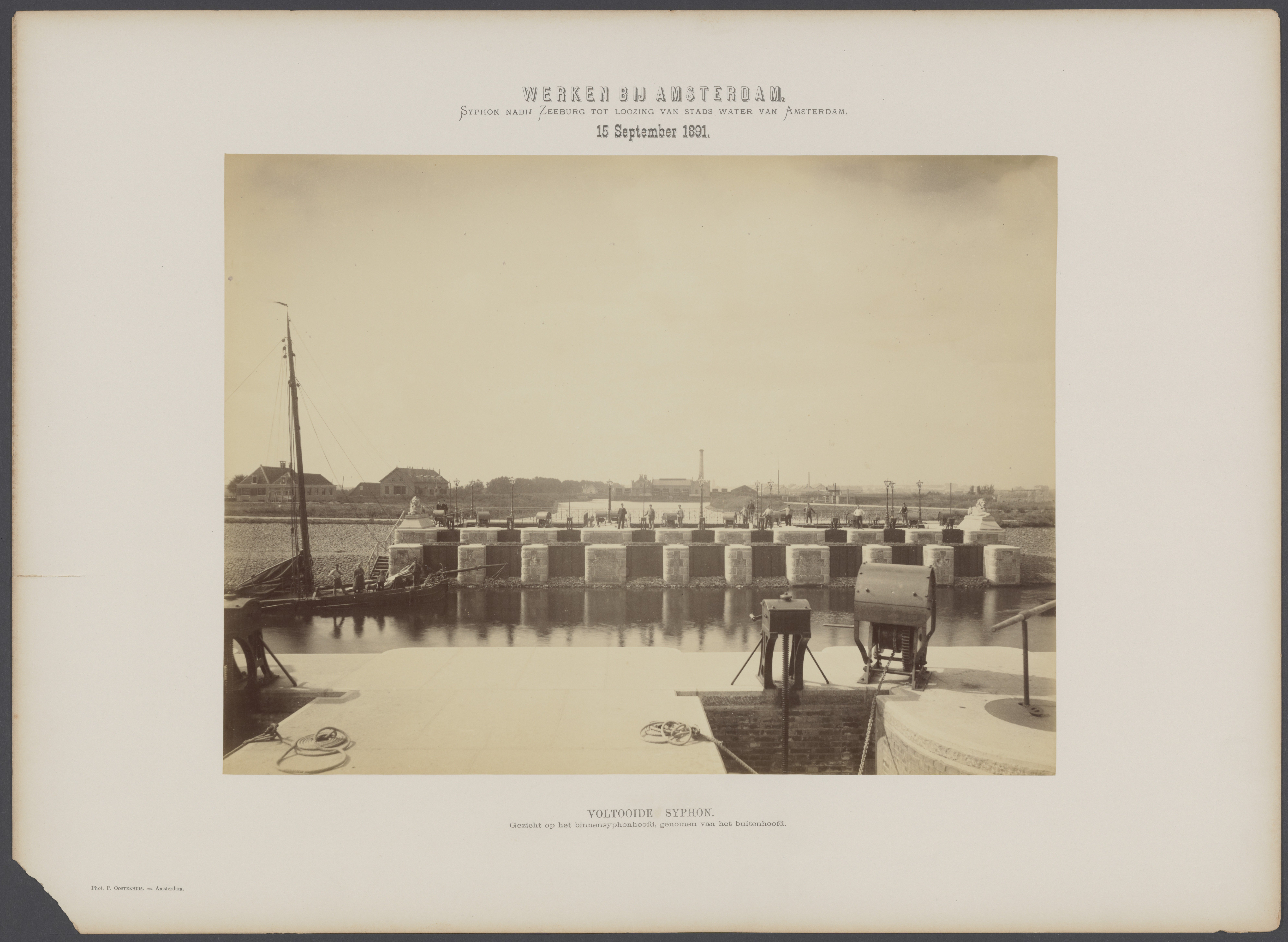
Voltooide syphon nabij Zeeburg tot lozing van stadswater van Amsterdam; 1891.
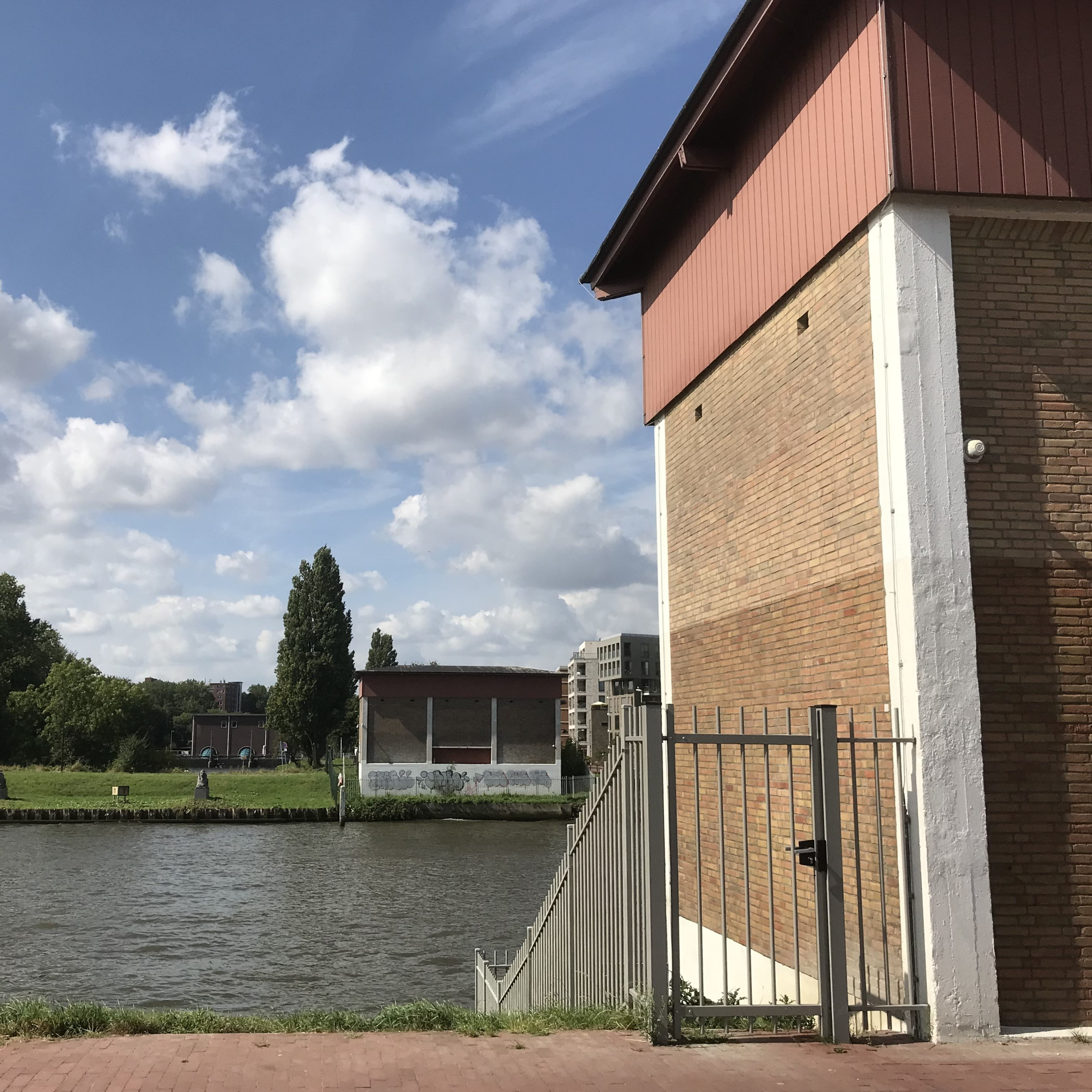
Totaal overzicht met beide syphongebouwen en linksachter staat het gemaal. Het water op de voorgrond is het Amsterdam-Rijnkanaal.
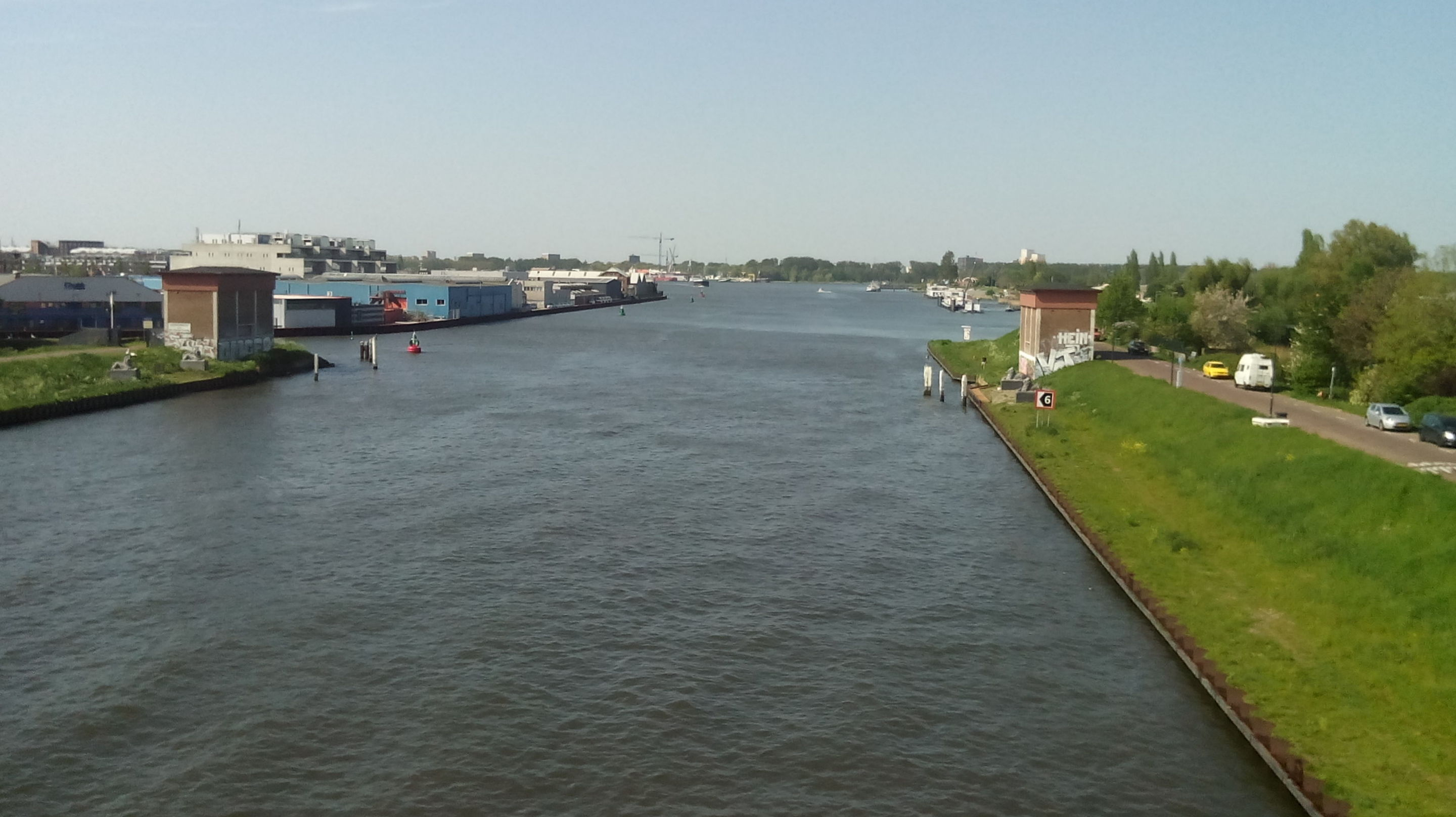
Het Amsterdam-Rijnkanaal met de "schuivenhuisjes" van waaruit de syphonsluis wordt bediend, gezien vanaf de Amsterdamsebrug.
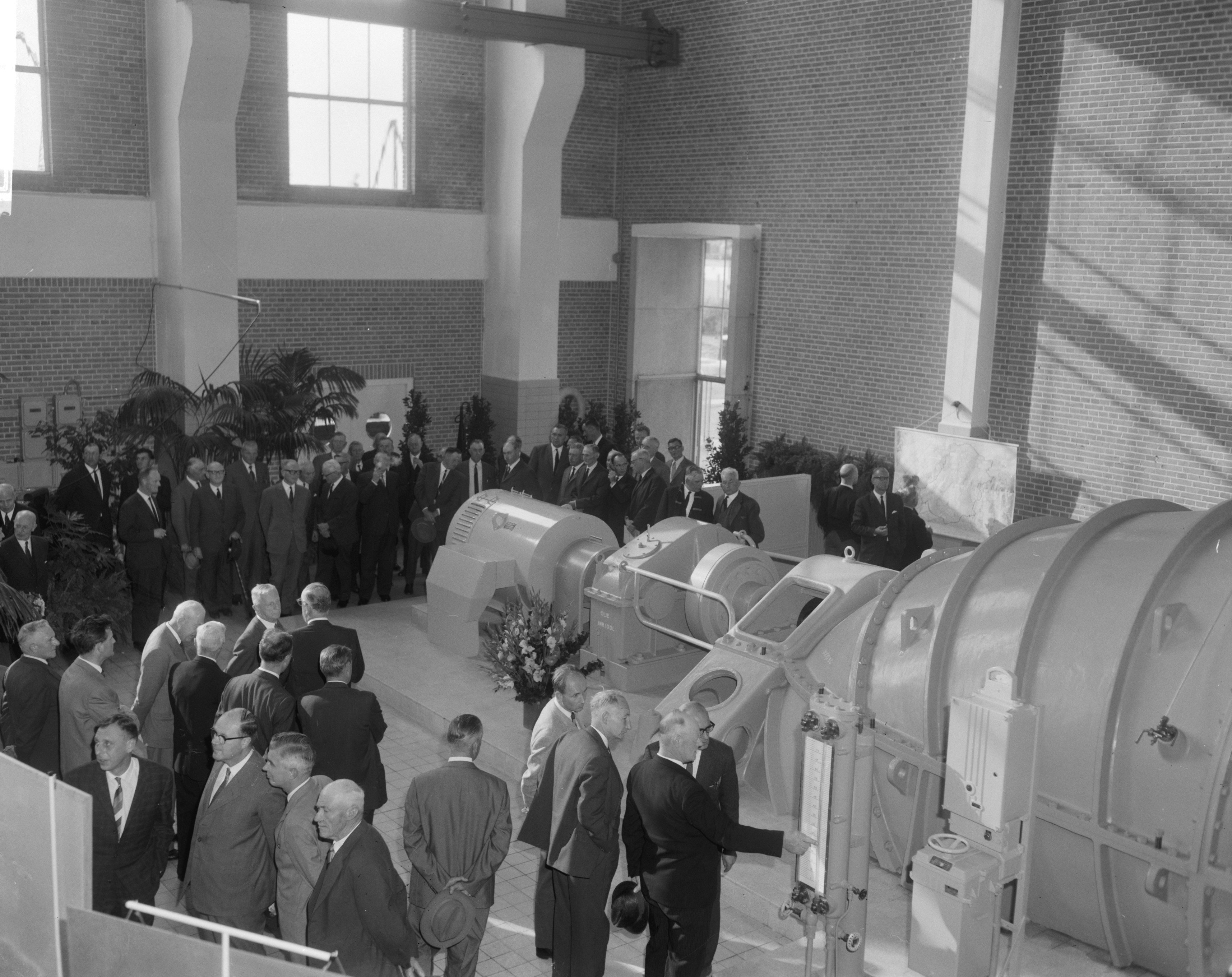
Vierde pomp van gemaal Zeeburg officieel in gebruik gesteld; 14 september 1965.